# Brainiac
Brainiac là một tính từ thông tục được sử dụng để mô tả những người thông minh hoặc có tài năng đặc biệt. Nó cũng có thể đề cập đến:

## Văn hóa

### Thực thể hư cấu
- Brainiac (nhân vật), một giám sát viên hư cấu trong DC Comics và là kẻ thù của Superman
- Brainiac (cốt truyện), cốt truyện năm 2008 trong Action Comics
- Brainiac (Smallville), một phiên bản của nhân vật phản diện trong loạt phim truyền hình Smallville nổi tiếng
- Vril Dox còn được gọi là Brainiac 2, một nhân vật của DC Comics
- Brainiac 5, một thành viên của Quân đoàn siêu anh hùng
- Brainiac 8, một nữ siêu anh hùng của Outsiders, người đã biến thành một nữ giám sát

### Truyền hình
- Brainiac: Science Abuse, một chương trình truyền hình Anh (2003-2008) và các phần phụ của nó bao gồm: 
  - Brainiac: History Abuse, được phát sóng vào năm 2005
  - Brainiac's Test Tube Baby, được phát sóng vào năm 2006
- "Brainiac" (Thiên thần bóng tối), một tập của loạt phim truyền hình Thiên thần bóng tối

### Sử dụng khác trong văn hóa
- Brainiac (ban nhạc), một ban nhạc rock của Mỹ vào những năm 1990, đến từ Dayton, Ohio
- The Brainiac, một bộ phim kinh dị Mexico năm 1962 của đạo diễn Chano Urueta
- Brainiac: Những cuộc phiêu lưu trong thế giới tò mò, cạnh tranh, bắt buộc của Trivia Buffs, một cuốn sách được viết bởi Ken Jennings

## Công dụng khác
- Function BRAINIAC, một thức uống năng lượng, để cải thiện chức năng của não
- Kỹ thuật Brainiac để cải thiện hiệu suất máy tính, trong công nghệ